# Лисик Ганна Євгенівна
Ганна Євгенівна Лисик (нар. 8 травня 1964, м. Львів) — українська художниця декоративної кераміки. Член Національної спілки художників України (1995). Дочка Оксани Зінченко та Євгена Лисика.

## Життєпис
Ганна Лисик народилася 8 травня 1964 року у Львові.
1987 року закінчила Львівський інститут прикладного та декоративного мистецтва (педагоги з фаху Борис Горбалюк та Іван Франк). З 1988 року діяльна у Львівській експериментальній кераміко-скульптурній фабриці. У 1990-х роках почала працювати на творчій роботі. 2005 року у Вроцлаві стала стипендіатом «Gaude Polonia» Міністерства культури Польщі.

## Творчість
1990 року почала представляти роботи в обласних, всеукраїнських та міжнародних виставках. Персональні відбулися у Вроцлаві (2006), Львові (2012), Хмельницькому (2024). У 2006—2009 роках була головою секції художньої кераміки львівської організації Національної спілки художників України.
У власних роботах Лисик демонструє авторську візуально-пластичну форму на граничні рубежі реалістичні та ірреалістичні образності. Також можна простежити спорідненість із сучасним археологічним авангардом (своєрідність бачення світу, багатогранність художньої мови); архаїчну кераміку прадавньої цивілізацій (рафінована естетикою мінімалізму з довершеністю виконання); матова, неяскрава з природніми кольорами, а також рукотворними фактурами, авторськими орнаментами крапкових структур. Наприкінці 1990-х років на роботах додалися біо-, зоо- та антропоморфні мотиви. У «керамічній графіці» періоду 2010-х рр. Лисик здебільшого виконує на лірико-поетичні теми осіннього і зимового садів. Окремі твори зберігаються у фондах Хмельницького обласного художнього музею, Ризькому музеї кераміки.
Серед важливих робіт:
- декоративні композиції — «Материнство» (1986), «Равлики» (1988), «Звірятко», «Гусениця» (обидві — 1994), «Довга дорога» (1995), «Великі мурашки» (2002);
- декор. посудини — «Птах» (1995), «Риба» (1997), «Забавка», «Устриця» (обидві — 1998), «Посудина-колодязь» (1999), «Без назви» (2000), «Тиха посудина» (2003);
- декоративна пластика — «Квасолька», «Пізня осінь» (обидві — 2005), «Зимова подорож» (2006), «Цвіркун» (2007);
- серія «Зимовий сад» (2009–2012).

## Відгуки
Мистецтвознавець Орест Голубець: «Коли я перевозив роботи керамістів до Мюнхена на виставку, німецькі митники не хотіли пропускати твори Ані Лисик через кордон — мовляв, це не є сучасні праці. Дали дозвіл тільки після того, як я показав їм свою книжку «Львівська кераміка», де висвітлюється розвиток львівської школи кераміки з 1940-х по 1980-ті роки і де твори Ані описані та сфотографовані».
Водночас професор мистецтвознавства Роман Яців вважає, що «її образи з'являються спонтанно — відповідно до настроїв і відчувань, тому завжди несподівані. А форми, в яких ті образи втілені, завжди обґрунтовані. Анна не має завченості в прийомах, вміє змінюватися відповідно до завдання, що ставить перед собою. У її мисленні домінує гармонійна складова».

## Нагороди
- Львівська обласна премія імені Зеновія Флінти (2012)[5];
- гранпрі виставки-конкурсу художньої кераміки «КерамПІК у Опішному!» (2010, с-ще Опішня, Полтавська область)[4].